# Biathlon-Europameisterschaften 2019
Die 26. Biathlon-Europameisterschaften (offiziell: IBU Open European Championships Biathlon 2019) fanden vom 18. bis zum 24. Februar 2019 im Wintersportkomplex Raubitschy nahe der belarussischen Hauptstadt Minsk statt. Dort fanden bereits die Europameisterschaften 1998 und 2004 sowie die Biathlon-Weltmeisterschaften 1982 und 1990 statt.
Da Europameisterschaften als „offene“ Wettkämpfe ausgetragen werden, ist das Teilnehmerfeld nicht auf Athleten aus Europa begrenzt. Einzelathleten und Mannschaften aus Nord- und Südamerika, Asien und Australien nahmen auch an den Wettkämpfen teil.
Die Meisterschaften waren der Höhepunkt der Saison 2018/19 des IBU-Cups. Die Ergebnisse der Rennen fließen auch in die Gesamtwertungen des IBU-Cups mit ein.
Erfolgreichste Sportler der Wettkämpfe waren Tarjei Bø und Mona Brorsson. Wie alle anderen Goldmedaillengewinner starten sie normalerweise im Weltcup und nutzten die EM als Vorbereitung für die Biathlon-Weltmeisterschaften 2019.
Die Biathlon-Junioren-Europameisterschaften 2019 fanden wie in den Vorjahren getrennt von den Europameisterschaften statt und wurden vom 4. bis zum 10. März im norwegischen Sjusjøen ausgetragen.

## Zeitplan
| Datum             | Männer          | Männer                                   | Frauen                                   | Frauen                                   |
| ----------------- | --------------- | ---------------------------------------- | ---------------------------------------- | ---------------------------------------- |
| 18. Februar (Mo.) | Eröffnungsfeier | Eröffnungsfeier                          | Eröffnungsfeier                          | Eröffnungsfeier                          |
| 20. Februar (Mi.) | 14:00           | Einzel (20 km)                           | 17:30                                    | Einzel (15 km)                           |
| 21. Februar (Do.) | 14:00           | Single-Mixed-Staffel (4 × 3 km + 1,5 km) | Single-Mixed-Staffel (4 × 3 km + 1,5 km) | Single-Mixed-Staffel (4 × 3 km + 1,5 km) |
| 21. Februar (Do.) | 17:00           | Mixed-Staffel (2 × 6 km + 2 × 7,5 km)    | Mixed-Staffel (2 × 6 km + 2 × 7,5 km)    | Mixed-Staffel (2 × 6 km + 2 × 7,5 km)    |
| 23. Februar (Sa.) | 09:00           | Sprint (10 km)                           | 12:00                                    | Sprint (7,5 km)                          |
| 24. Februar (So.) | 09:00           | Verfolgung (12,5 km)                     | 11:00                                    | Verfolgung (10 km)                       |

## Medaillenspiegel

### Nationen
| Platz | Land        | Gold | Silber | Bronze | Gesamt |
| ----- | ----------- | ---- | ------ | ------ | ------ |
| 1     | Schweden    | 3    | 2      | 1      | 6      |
| 2     | Russland    | 2    | 2      | 1      | 5      |
| 3     | Norwegen    | 2    | 1      | 2      | 5      |
| 4     | Bulgarien   | 1    | –      | –      | 1      |
| 5     | Belarus     | –    | 1      | 2      | 3      |
| 6     | Deutschland | –    | 1      | 1      | 2      |
| 7     | Ukraine     | –    | 1      | –      | 1      |
| 8     | Frankreich  | –    | –      | 1      | 1      |

## Ergebnisse

### Männer

#### Einzel 20 km
| Platz | Sportler                  | Schießfehler | Zeit    |
| ----- | ------------------------- | ------------ | ------- |
| 1     | Krassimir Anew            | 0+1+0+0      | 53:18,1 |
| 2     | Tarjei Bø                 | 0+0+1+2      | +3,7    |
| 3     | Endre Strømsheim          | 0+1+0+1      | +11,1   |
| 4     | Ondřej Moravec            | 0+2+0+0      | +22,4   |
| 5     | Matwei Jelissejew         | 1+2+0+1      | 1:29,5  |
| 6     | Karol Dombrovski          | 0+0+0+2      | +2:16,5 |
| 7     | Matthias Dorfer           | 0+1+1+1      | +2:17,1 |
| 8     | Philipp Horn              | 1+1+2+1      | +2:34,0 |
| 9     | Serhij Semenow            | 0+2+1+1      | +2:37,0 |
| 10    | Aleksander Fjeld Andersen | 0+1+1+1      | +2:41,9 |

Start: Mittwoch, 20. Februar 2019, 14:00 Uhr
Gemeldet: 109 Athleten; nicht am Start (DNS): 5; nicht im Ziel (DNF): 3

#### Sprint 10 km
| Platz | Sportler             | Schießfehler | Zeit    |
| ----- | -------------------- | ------------ | ------- |
| 1     | Tarjei Bø            | 1+0          | 21:40,1 |
| 2     | Jesper Nelin         | 0+0          | +10,6   |
| 3     | Dmitri Malyschko     | 0+0          | +35,2   |
| 4     | Aristide Bègue       | 0+0          | +35,6   |
| 5     | Sergei Botscharnikow | 0+1          | +44,0   |
| 6     | Wladimir Iliew       | 0+0          | +45,4   |
| 7     | Ondřej Moravec       | 0+0          | +46,4   |
| 8     | Andrejs Rastorgujevs | 0+1          | +46,6   |
| 9     | Martin Ponsiluoma    | 0+1          | +47,6   |
| 10    | Håvard Bogetveit     | 0+1          | +50,2   |

Start: Samstag, 23. Februar 2019, 09:00 Uhr
Gemeldet: 116 Athleten; nicht am Start (DNS): 2

#### Verfolgung 12,5 km
| Platz | Sportler             | Schießfehler | Zeit    |
| ----- | -------------------- | ------------ | ------- |
| 1     | Tarjei Bø            | 0+0+0+1      | 31:10,1 |
| 2     | Matwei Jelissejew    | 0+1+0+0      | +28,5   |
| 3     | Håvard Bogetveit     | 0+0+1+0      | +54,2   |
| 4     | Sergei Botscharnikow | 1+0+0+1      | +1:04,1 |
| 5     | Andrejs Rastorgujevs | 1+0+1+1      | +1:13,2 |
| 6     | Dmitri Malyschko     | 0+0+0+2      | +1:17,2 |
| 7     | Anton Smolski        | 2+0+0+0      | +1:32,7 |
| 8     | Florent Claude       | 0+0+0+1      | +1:32,8 |
| 9     | Wladimir Iliew       | 0+0+1+2      | +1:43,7 |
| 10    | Matthias Dorfer      | 1+1+0+0      | +1:54,4 |

Start: Sonntag, 24. Februar 2019, 09:00 Uhr
Qualifiziert: 60 Athleten; nicht am Start (DNS): 6; nicht im Ziel (DNF): 1; überrundet (LAP): 1

### Frauen

#### Einzel 15 km
| Platz | Sportler              | Schießfehler | Zeit    |
| ----- | --------------------- | ------------ | ------- |
| 1     | Hanna Öberg           | 0+1+1+1      | 48:13,1 |
| 2     | Julija Schurawok      | 0+1+0+0      | +32,3   |
| 3     | Iryna Kryuko          | 0+0+1+1      | +41,5   |
| 4     | Nadine Horchler       | 0+1+1+1      | +1:15,0 |
| 5     | Janina Hettich        | 0+2+0+1      | +1:50,6 |
| 6     | Wiktorija Sliwko      | 0+1+1+1      | +2:04,9 |
| 7     | Chloé Chevalier       | 0+0+1+1      | +2:17,1 |
| 8     | Sophie Chauveau       | 0+0+1+1      | +2:38,5 |
| 9     | Ragnhild Femsteinevik | 1+0+1+1      | +3:06,9 |
| 10    | Anna Weidel           | 1+1+1+1      | +3:10,1 |

Start: Mittwoch, 20. Februar 2019, 17:30 Uhr
Gemeldet: 86 Athletinnen; nicht am Start (DNS): 3

#### Sprint 7,5 km
| Platz | Sportler                  | Schießfehler | Zeit    |
| ----- | ------------------------- | ------------ | ------- |
| 1     | Mona Brorsson             | 0+0          | 19:37,4 |
| 2     | Jekaterina Jurlowa-Percht | 0+1          | +37,5   |
| 3     | Hanna Öberg               | 0+2          | +45,6   |
| 4     | Swetlana Mironowa         | 0+1          | +46,1   |
| 5     | Karoline Knotten          | 0+0          | +48,4   |
| 6     | Fabienne Hartweger        | 0+0          | +1:06,6 |
| 7     | Magdalena Gwizdoń         | 0+1          | +1:08,8 |
| 8     | Anastassija Merkuschyna   | 1+0          | +1:12,4 |
| 9     | Ida Lien                  | 0+0          | +1:12,9 |
| 10    | Emily Dreissigacker       | 0+1          | +1:16,1 |

Start: Samstag, 23. Februar 2019, 12:00 Uhr
Gemeldet: 91 Athletinnen; nicht am Start (DNS): 6

#### Verfolgung 10 km
| Platz | Sportler                  | Schießfehler | Zeit    |
| ----- | ------------------------- | ------------ | ------- |
| 1     | Jekaterina Jurlowa-Percht | 0+0+0+1      | 27:43,4 |
| 2     | Iryna Kryuko              | 0+1+0+0      | +37,5   |
| 3     | Nadine Horchler           | 0+0+1+0      | +49,4   |
| 4     | Dunja Zdouc               | 1+0+0+0      | +50,8   |
| 5     | Karoline Knotten          | 0+0+1+1      | +55,9   |
| 6     | Jewgenija Pawlowa         | 0+0+0+0      | +57,0   |
| 7     | Ida Lien                  | 1+0+0+1      | +1:14,4 |
| 8     | Anastassija Merkuschyna   | 1+1+0+1      | +1:16,8 |
| 9     | Emily Dreissigacker       | 1+0+1+0      | +1:26,6 |
| 10    | Swetlana Mironowa         | 0+2+1+2      | +1:33,2 |

Start: Sonntag, 24. Februar 2019, 11:00 Uhr
Qualifiziert: 60 Athleten; nicht am Start (DNS): 7; überrundet (LAP): 2

### Mixedbewerbe

#### Single-Mixed-Staffel
| Platz | Land        | Sportler(in)                              | Zeit    | Strafrunden + Nachlader             |
| ----- | ----------- | ----------------------------------------- | ------- | ----------------------------------- |
| 1     | Russland    | Jewgenija Pawlowa Dmitri Malyschko        | 36:30,0 | 0+2 0+0 / 1+3 0+0 0+0 0+0 / 0+1 0+3 |
| 2     | Schweden    | Anna Magnusson Jesper Nelin               | +20,6   | 0+0 0+0 / 0+2 0+1                   |
| 3     | Frankreich  | Lou Jeanmonnot Aristide Bègue             | +29,0   | 0+1 0+1 / 0+1 0+0 0+0 0+0 / 0+3 0+0 |
| 4     | Norwegen    | Ragnhild Femsteinevik Endre Strømsheim    | +49,6   | 0+1 0+0 / 0+0 0+3 0+1 0+1 / 0+0 3+3 |
| 5     | Deutschland | Anna Weidel Matthias Dorfer               | +57,5   | 0+3 0+1 / 0+2 0+2 0+0 0+1 / 0+2 0+2 |
| 6     | Schweiz     | Selina Gasparin Joscha Burkhalter         | +1:00,6 | 1+3 0+0 / 0+0 0+2 0+0 0+0 / 0+2 0+0 |
| 7     | Lettland    | Baiba Bendika Andrejs Rastorgujevs        | +1:06,5 | 0+1 0+1 / 0+2 0+2 0+2 0+0 / 0+2 0+1 |
| 8     | Finnland    | Venla Lehtonen Jaakko Ranta               | +1:10,7 | 0+2 0+0 / 0+1 0+2 0+0 0+1 / 0+3 0+2 |
| 9     | Österreich  | Katharina Innerhofer David Komatz         | +1:18,8 | 0+1 0+2 / 0+0 0+1 0+2 0+2 / 1+3 0+0 |
| 10    | Belarus     | Jelena Krutschinkina Uladsimir Tschapelin | +1:19,1 | 0+0 0+2 / 0+1 0+0 0+3 0+1 / 0+1 0+3 |

Start: Sonntag, 21. Februar 2019, 14:00 Uhr
Gemeldet und am Start: 23 Nationen; überrundet (LAP): 7

#### Mixed-Staffel
| Platz | Land        | Sportler(in)                                                             | Zeit      | Strafrunden + Nachlader         |
| ----- | ----------- | ------------------------------------------------------------------------ | --------- | ------------------------------- |
| 1     | Schweden    | Emma Nilsson Mona Brorsson Martin Ponsiluoma Sebastian Samuelsson        | 1:05:16,0 | 0+0 0+2 0+1 0+0 0+2 0+2 0+1 0+0 |
| 2     | Deutschland | Nadine Horchler Janina Hettich Lucas Fratzscher Philipp Horn             | +17,7     | 0+2 0+1 0+0 0+2 0+0 0+1 0+0 0+0 |
| 3     | Belarus     | Dsinara Alimbekawa Hanna Sola Raman Jaljotnau Sergei Botscharnikow       | +29,8     | 0+1 0+0 0+0 0+0 0+1 0+2 0+0 0+2 |
| 4     | Russland    | Wiktorija Sliwko Swetlana Mironowa Matwei Jelissejew Maxim Zwetkow       | +47,3     | 0+2 0+1 0+1 0+2 0+0 0+0         |
| 5     | Norwegen    | Karoline Knotten Jenny Enodd Fredrik Gjesbakk Aleksander Fjeld Andersen  | +1:19,8   | 0+1 0+0 0+0 0+2 0+0 0+0 0+1 0+1 |
| 6     | Bulgarien   | Daniela Kadewa Emilija Jordanowa Dimitar Gerdschikow Krassimir Anew      | +1:30,0   | 0+1 0+1 0+0 0+2 0+1 0+0 0+0 0+1 |
| 7     | Ukraine     | Anastassija Merkuschyna Wita Semerenko Serhij Semenow Artem Pryma        | +1:43,9   | 0+1 0+0 0+0 0+1 0+1 0+1 1+3 0+0 |
| 8     | Italien     | Samuela Comola Michela Carrara Giuseppe Montello Saverio Zini            | +2:10,8   | 0+0 0+0 0+0 0+2 0+2 0+0 0+0 0+1 |
| 9     | Frankreich  | Chloé Chevalier Sophie Chauveau Martin Perrillat Bottonet Émilien Claude | +2 :27,3  | 0+2 0+2 0+0 0+2 0+1 0+2 0+0 0+1 |
| 10    | Österreich  | Dunja Zdouc Fabienne Hartweger Nikolaus Leitinger Lorenz Wäger           | +2:28,6   | 0+1 0+1 0+1 1+3 0+2 0+2 0+3 0+1 |

Start: Sonntag, 21. Februar 2019, 19:00 Uhr
Gemeldet: 20 Nationen; überrundet (LAP): 6